# Aulus Caecina Severus
Aulus Caecina Severus war ein römischer Senator und Militär der frühen Kaiserzeit.
Caecina, der etwa Mitte der 40er Jahre v. Chr. geboren wurde, stammte vielleicht wie andere Angehörige der Familie der Caecinae aus Volaterrae. Im Jahr 1 v. Chr. war er Suffektkonsul. Für die Jahre 6 und 7 n. Chr. ist er als Statthalter der Provinz Moesia bezeugt und nahm an der Bekämpfung des Aufstands der Pannonier teil. 6 n. Chr. schlug er die Breuker, musste aber nach Moesia zurückkehren, das von Einfällen der Daker und Sarmaten bedroht war. Im folgenden Jahr entging er mit fünf Legionen nur knapp einer Niederlage und musste Kritik an seinen militärischen Qualitäten hinnehmen. Zu einem nicht genau datierbaren Zeitpunkt – wahrscheinlich noch unter Augustus (8–13 n. Chr.?) – bekleidete er das Amt des Prokonsuls von Africa.
Im Jahr 14 n. Chr., beim Tod des Augustus, war Caecina Legat des Heeres von Niedergermanien (Germania inferior), mit dem er, nachdem Germanicus mit Mühe eine Meuterei der Legionen niedergeschlagen hatte, gegen die Marser zog. Im folgenden Jahr 15 n. Chr. war er an den Germanicus-Feldzügen gegen die von Arminius geführten Stämme beteiligt und entging mit seinen Legionen beim Rückmarsch nur knapp der Vernichtung in der Schlacht bei den „Langen Brücken“ (pontes longi). Für die Rettung der Truppen erhielt er die Triumphalinsignien. Im folgenden Jahr sorgte er mit weiteren Legaten für den Bau einer Flotte.
20 n. Chr. schlug Caecina im Senat nach dem Prozess gegen Gnaeus Calpurnius Piso vor, einen Rachealtar aufzustellen, was der Princeps Tiberius aber ablehnte. Im folgenden Jahr sprach sich Caecina bei einer Senatsdebatte dafür aus, dass Statthalter nicht in Begleitung ihrer Frauen in die Provinzen reisen sollten, setzte sich aber nicht durch. Anthony A. Barrett vermutet, dass schlechte Erfahrungen mit der älteren Agrippina, die ihren Mann Germanicus begleitet hatte, Caecina zu seinem Vorschlag veranlasst hatten.